# Naturschutzgebiet Groß Potremser Moor
Koordinaten: 53° 59′ 26″ N, 12° 16′ 52″ O
Das Naturschutzgebiet Groß Potremser Moor ist ein Naturschutzgebiet in Mecklenburg-Vorpommern östlich der Ortschaft Groß Potrems. Die Erstausweisung als Naturschutzgebiet erfolgte am 15. Dezember 1957 und galt bis zur Löschung im Jahr 1983. Eine Neuausweisung erfolgte am 28. September 1990 mit einer Erweiterung 1993. Die Schutzgebietsfläche umfasst seitdem 184 Hektar. Der Schutzzweck besteht in Erhalt und Entwicklung eines Hochmoores.
Der Gebietszustand wird als unbefriedigend eingestuft. Entwässerung und Nutzungen in der Vergangenheit zeigen noch heute ihre Folgen, denen mit Renaturierungsmaßnahmen seit 1993 entgegengewirkt wird. Die Flächen dienen als Forschungsobjekt einer Hochmoorwiedervernässung. Von der westlich angrenzenden Bundesstraße 103 sind Einblicke in das Gebiet möglich. Einen Kilometer weiter östlich schließt das Göldenitzer Moor an.

## Geschichte und Wasserhaushalt
Die heutigen Schutzgebietsflächen entstanden während der letzten Eiszeit als bis zu zehn Meter tiefe Ausschürfung. Der anschließende offen liegende See verlandete mit einem Bruchwald. Im zentralen Teil konnte sich ein bis zu drei Meter mächtiges Hochmoor entwickeln. Die einzige natürliche Entwässerung des Moores ist der Zarnowbach, der in Richtung Westen zur Warnow hin abfließt.
Die Wiebekingsche Karte aus dem Jahr 1786 zeigt das Moor in Hutenutzung. Ab dem 19. Jahrhundert wurden das Gebiet entwässert und Torfstiche angelegt. Ein monatelanger Torfbrand im Jahr 1911 führte zum Verschwinden eines Großteils des Torfes. Die Torfnutzung wurde somit unlukrativ und der Torfabbau eingestellt. Das Gebiet bewaldete. Die Randbereiche des heutigen Schutzgebietes wurden als Grünland genutzt. Mit der Neuausweisung als Naturschutzgebiet 1990 begannen Renaturierungsarbeiten. Die hydrologischen Verhältnisse wurden verbessert durch Unterbrechung der Entwässerung und den Bau von Stauen. Die Grünlandflächen wurden in eine naturschutzgerechte Grünlandnutzung überführt.

## Pflanzen- und Tierwelt

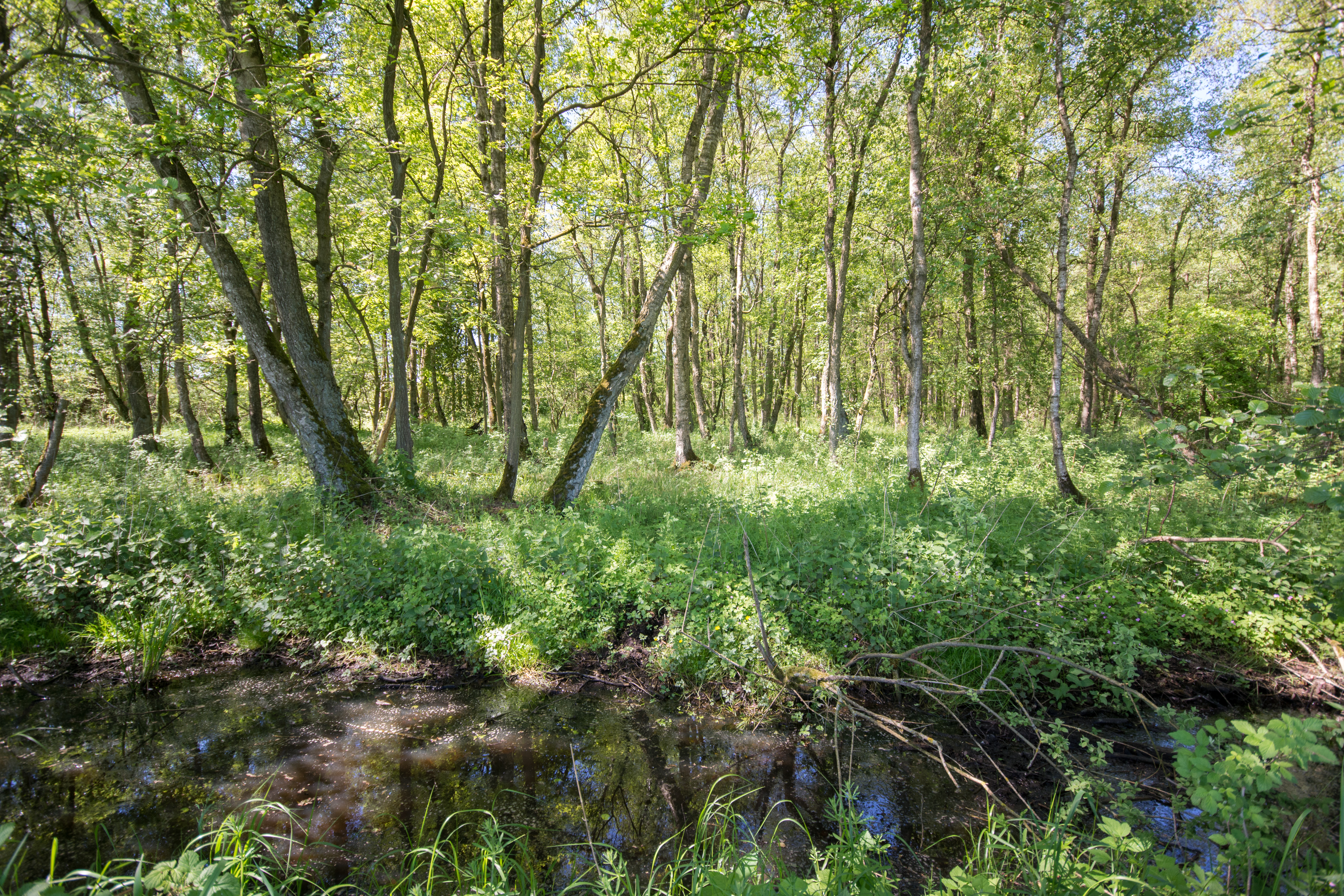
Einblick in das Moor von östlicher Seite

Das Gebiet ist in weiten Teilen von artenreichem Moorbirkenwald bestockt, die wenigen Offenstandorte tragen eine moorschlenkenartige Vegetation. Sumpf-Porst und Sprossender Bärlapp bilden größere Bestände. Im Zentrum des Moores finden sich noch stellenweise die ursprünglichen Hochmoorarten, wie Scheidiges Wollgras, Moosbeere, Rundblättriger Sonnentau und Rosmarinheide.
Es kommen Ringelnatter, Waldeidechse und Teichfrosch vor. Hervorhebenswerte Brutvögel, die sich größtenteils erst in den letzten Jahren einfanden, sind Zwergtaucher, Waldschnepfe, Sperber, Sprosser und Schlagschwirl.